# اینوئه توموهیرو
اینوئه توموهیرو (به انگلیسی: Tomohiro Inoue) ورزشکار مرد رشتهٔ کشتی فرنگی متولد ۱۷ ژوئیهٔ ۱۹۸۷ در کشور ژاپن است.
از افتخارات این کشتی‌گیر کسب مقام سومی در مسابقات قهرمانی کشتی آسیا در سال ۲۰۱۳ می‌باشد. 
او در المپیک ۲۰۱۶ ریو در وزن ۶۶ کیلو حاضر بود که در مسابقه اول از دوور اشتفانک کشتی‌گیر صربستانی شکست خورد و با توجه به حضور این کشتی‌گیر در فینال، به دیدار شانس مجدد رفت. او در اولین مسابقه شانس مجدد فرانک اشتبلر از آلمان را شکست داد و به دیدار رده‌بندی راه یافت. وی در دیدار رده‌بندی به‌ شماگی بولکوادزه کشتی‌گیر گرجستانی باخت و پنجم شد.